# Бомешко, Елена Васильевна
Елена Васильевна Бомешко (род. 10 февраля 1950, с. Ватич, Оргеевский район, Молдавская ССР, СССР) — государственный деятель Приднестровской Молдавской Республики. Министр народного образования Приднестровской Молдавской Республики с 30 сентября 1998 по 25 июля 2000. Министр просвещения Приднестровской Молдавской Республики с 25 июля 2000 по 16 января 2007. Помощник президента Приднестровской Молдавской Республики по образованию, науке и культуре с 16 января 2007 по 30 декабря 2011.

## Биография
Родилась 10 февраля 1950 в селе Ватич Оргеевского района Молдавской ССР.

### Образование
С 1966 по 1971 училась в Кишинёвском государственном университете имени В. И. Ленина, окончила с отличием по специальностям «Химия», «Физическая химия» с присвоением квалификации «химик, преподаватель химии». Там же училась в аспирантуре с 1973 по 1976. Кандидат химических наук, профессор.
Профессия: управленец; организатор-менеджер в области образования, науки, культуры; преподаватель химии.

### Трудовая и государственная деятельность
С 1971 по 1972 — инженер-химик ЦЗЛ Консервного завода пгт. Каменка.
С августа 1972 по июль 1973 — старший лаборант кафедры физической химии Кишинёвского государственного университета.
С января 1973 по апрель 1974 — инженер-химик научно-исследовательской лаборатории Минавтотранспорта Молдавской ССР.
С 1974 по 1976 — старший инженер-химик отраслевой лаборатории Кишинёвского сельскохозяйственного института.
С февраля 1976 по сентябрь 1991 — старший научный сотрудник, заведующий научно-исследовательским отделом, заместитель проректора по научно-исследовательской работе Кишинёвского государственного университета.
С 1991 по 1992 — заведующая научно-исследовательским отделом Государственно-корпоративного университета Тирасполя.
С 1 июля 1992 по 30 сентября 1998 — проректор по научной работе, первый проректор по учебной работе Приднестровского государственного университета имени Тараса Шевченко.
С 30 сентября 1998 по 25 июня 2000 — министр народного образования Приднестровской Молдавской Республики.
С 25 июля 2000 по 16 января 2007 — министр просвещения Приднестровской Молдавской Республики.
С 16 января 2007 по 30 декабря 2011 — помощник Президента Приднестровской Молдавской Республики по образованию, науке и культуре ПМР. Ушла с должности помощника после сложения полномочий Президента Игоря Смирнова.
С января 2012 — профессор кафедры химии и методики преподавания химии естественно-географического факультета Приднестровского государственного университета, член коллегии министерства просвещения Приднестровской Молдавской Республики.

## Награды и звания
- Орден «Трудовая Слава»
- Орден Почета
- Орден Дружбы Республики Южная Осетия
- Медаль «За трудовую доблесть»
- Медаль «За безупречную службу» III степени
- Медаль «10 лет Приднестровской Молдавской Республике»
- Медаль «15 лет Приднестровской милиции»
- Медаль "20 лет Приднестровской Молдавской Республике"
- Почётное звание «Отличник народного образования Приднестровской Молдавской Республики»
- Почётное звание «Заслуженный работник Приднестровской Молдавской Республики»
- Два благодарственных письма Президента Приднестровской Молдавской Республики

## Труды
- Опубликовано свыше 80 научных, научно-методических работ, в том числе 6 авторских свидетельств на изобретения.